# Shirley Varnagy
Shirley Varnagy Bronfenmajer (Hoyo de la Cumbre, 1 de febrero de 1982) es una periodista y locutora venezolana.

## Biografía
Shirley Varnagy nació en el seno de una familia de origen judeo-húngaro, sus abuelos fueron sobrevivientes del holocausto; uno de sus abuelos fue prisionero en el campo de Mauthausen.
En 2001, se matriculó en la Universidad Católica Andrés Bello. Cinco años después egresó de esa casa de estudios como licenciada en Comunicación Social summa cum laude, mención Audiovisual, con una tesis que le permitió plasmar su afición e interés por trabajar en los medios. El documental sobre la vida de Cecilia Martínez, la primera locutora de radio de Venezuela, fue recomendado por el jurado para su publicación. Ya entonces tenía aún más claro que su meta era tener un programa propio donde pudiera retratar a sus entrevistados más allá de los artificios y los discursos.
Trabajó primero como narradora del noticiario estelar de Planeta FM. Con ese objetivo incursionó en la radio como productora del programa de Víctor X, Planeta Café, en la emisora Planeta 105.3 FM. Poco después se convirtió en locutora del noticiario estelar y de la guardia musical de los fines de semana en la misma emisora. Fue con la periodista Gladys Rodríguez, sin embargo, que acumularía su mejor experiencia. como productora del programa de radio de la periodista en el Circuito X en la emisora 89.7 FM. Mientras se desempeñaba como productora de su programa radial, conducía los programas “Por X cosa” y “Entre tacos y tacones”, comprendió que la independencia es el activo más valioso que tiene un periodista y que su única línea, aún en las peores circunstancias, siempre sería la verdad.
En Globovisión tuvo su primera experiencia frente a las cámaras como reportera y ancla ocasional del programa “Buenas Noches”. En paralelo, fue productora de los programas “Entre Noticias” y “Tocando Fondo” y trabajó como corresponsal para la cadena internacional Telemundo en Venezuela. En televisión, Varnagy ha trabajado no únicamente para Globovisión. Su primera gran oportunidad de moderar un programa propio llegó en agosto de 2009. “Enchúfate” junto a Luis Olavarrieta, fue espacio emblema del movimiento estudiantil que transmitió RCTV. durante casi dos años. Con el cierre de esta televisora por parte del Gobierno, Shirley -al igual que sus colegas- quedó sin trabajo.
Fue una involuntaria pausa que reforzó una idea que ya venía macerando de sus anteriores trabajos y que tradujo en un concepto: los venezolanos necesitan con urgencia un modo de conducirse en un entorno complejo y ciclotímico. El germen de ese proyecto coincidió con el nacimiento de su hijo Noah, a quien dedicó el programa que la traería de vuelta a Globovisión, “Soluciones”. En tres años Shirley condujo más de 500 programas que ayudaron a sus fieles televidentes a construir un mejor país.
Su gran oportunidad en horario estelar llegó en septiembre de 2013 cuando se estrenó #SHIRLEY, que se transmitió hasta mayo de 2014 a través de Globovisión, un formato que combinaba los temas de actualidad y la entrevista profunda a deportistas, músicos, políticos, cantantes, personalidades y escritores. Fue precisamente el intelectual más importante de habla hispana, Mario Vargas Llosa, premio Nobel de Literatura, su último invitado del ciclo. Cuando la planta pretendió censurar sus opiniones, Shirley entendió que había llegado el momento de concretar en hechos los valores que promueve. Quizás la mejor forma de interpretar la decisión de finalizar su contrato con la televisora, ampliamente difundida por la prensa nacional e internacional, es una frase que alguna vez pronunció: “No soy una mujer de éticas reemplazables”.

## Vida familia
La familia de Shirley Varnagy paterna es de origen húngaro judía, su abuelo paterno, Tibor Weizs Fohz (tuvo que cambiar su primer apellido a Varnagy para sobrevivir a la Segunda Guerra Mundial) y su bisabuelo Marton Weiz, estuvieron en el campo de concentración Mauthausen; que al momento de su salida tenía 23 años y pesaba 28 kilos.
El padre de Shirley es un médico cardiólogo húngaro-venezolano, Gabriel Varnagy Rado y su madre, Frida Bronfenmajer, es artista plástico caraqueña con origen polaco-rumano; además, Shirley tiene una hermana menor llamada Dina Varnagy Bronfenmajer.
La licenciada en comunicación social, tiene dos hijos, el primer hijo nació el 5 de febrero de 2011, con el nombre de Noah Benarroyo Varnagy; 4 años después, fue madre por segunda vez, en esta ocasión de una niña, la cual recibió por nombre Naomi Benarroyo Varnagy y nacida el 6 de marzo de 2015.

## Censura y salida de Globovisión
El 30 de abril de 2014 renunció de Globovisión, luego de que la transmisión de su programa, Shirley, fuera cortada durante una entrevista al escritor peruano Mario Vargas Llosa, férreo crítico de las políticas de los presidentes venezolanos Hugo Chávez y Nicolás Maduro, luego de una pregunta que Varnagy le hiciera al Premio Nobel de Literatura en relación con su opinión respecto a las políticas aplicadas por el gobierno de Venezuela. Shirley calificó de censura la interrupción de la trasmisión de su programa por parte de la directiva del canal televisivo y la transmisión íntegra de la entrevista fue efectuada a través de medios alternativos.

### Actividades luego de Globovisión y su vuelta a la TV
En noviembre de 2014, Varnagy edita su primer libro llamado: El periodismo continúa, bajo el sello editorial Planeta, en el cual plasma sus impresiones de las entrevistas realizadas en su programa Shirley hasta su salida de Globovisión. Su percepción sobre los invitados, las situaciones televisadas y no televisadas de cada encuentro público convierten a #SHIRLEYLibro en un testimonio de resistencia a la censura. 
A partir de enero de 2015, Varnagy empieza a conducir Shirley Radio (estilizado como #ShirleyRadio), Shirley regresa a la radio de lunes a viernes de 9 a 11 AM, a través de la señal del Circuito Éxitos 99.9 FM, parte de la cadena radial Unión Radio; allí continuará entrevistando a distintas personalidades desde el punto de vista humano. De esta manera, la frase que mejor la resume –“No soy equilibrista, soy periodista; no soy neutral, soy justa”- es el acicate para continuar informando a sus seguidores por encima de cualquier circunstancia.
Desde el domingo, 6 de marzo de 2016, su programa Shirley regresó al horario estelar de la televisión con el estreno de un programa de entrevistas a personalidades nacionales e internacionales transmitido todos los domingos a las 9:00 p. m. por Venevisión Plus y a las 10:00 p. m. por Venevisión. Esta producción mostrará cualidades y emociones de los invitados pocas veces conocidas por el público gracias a una investigación previa sobre la vida, intereses, deseos, aspiraciones, afinidades y pasado del personaje.
A partir del lunes, 6 de marzo de 2017, comenzó a transmitir su programa Shirley Radio, en la emisora "Onda La Súper Estación", en el horario de 6 a 9 a. m. hasta la actualidad.
El 3 de mayo de 2025 realizó una entrevista a Nicolás Maduro Guerra que generó grandes expectativas por el estilo de la periodista para hacer preguntas agudas, sin embargo gran parte del público quedó decepcionado, por ser una entrevista muy suave sobre no tocar los acontecimientos de las últimas elecciones presidenciales de 2024.